# Вовга
Вовга (чечен. ВӀовга) — покинутый аул в Галанчожском районе Чеченской Республики.

## География
Расположено на левом берегу реки Осу-Хи.
Ближайшие развалины: на юго-западе — развалины аулов Акка и Тиста, на северо-востоке — развалины аула Галанчож, на востоке — развалины аула Нашхой.

## История
Вовга являлся поселением тайпа Аккий.
Название аула Вовга дословно переводится с чеченского, как «к башне».
В августе 1854 года барон Ипполит Вревский с сильным отрядом в составе которого находился третий батальон Тенгинского полка, совершил поход в Аккинское наибство к аулу Вовга.
Лавров А. Н. Краткое описание боевой жизни и деятельности 77-го пехотного Тенгинского полка:

Для нанесения удара Шамилю в Чечне был произведен набег в самую середину его владений — Ако, куда еще ни разу не проникали русские войска. Барон Вревский с сильным отрядом, в составе которого находился 3-й батальон Тенгинского полка, двинулся по горным тропинкам и 6-го августа достиг акинского аула Вауги. Этот аул состоял из двухэтажных каменных саклей, соединенных между с собою высокою стеною с бойницами. Подступы к ним защищены были двенадцатью каменными башнями, которые соединялись с аулом подземными ходами. Наша артиллерия открыла огонь, и вскоре стена у первой башни обрушилась. «Тогда — доносил барон Вревский — подполковник Баженов с охотниками 3-го батальона Тенгинского полка, держа над головами плетни, обвязанные бурками для защиты себя от выстрелов и бросаемых сверху камней, кинулся на аул с левой стороны; подбежав к первой башне, охотники осыпаны были градом пуль и камней; подполковник Баженов был тяжело контужен в голову и ранен в ногу. Остальные охотники всего отряда, присоединившись к колонне подполковника Баженова, штурмовали сакли и башни одну за другою, предавая все огню и штыку».

Аул Вовга был ликвидирован в 1944 году в период депортации чеченцев. После восстановления Чечено-Ингушской АССР в 1956 году чеченцам было запрещено селиться в данном районе.